# Garden Coulee Site
Garden Coulee Site er et arkæologisk fundsted i North Dakota med levn fra en lille, historisk by bygget af hidatsaer og mandaner i fællesskab. Byen bestod af brædde- og jordhytter,:16  og hidatsaerne kaldte den Badland Village.:117  Bygningerne var beboet af folkene under hidatsa høvdingene Crow Flies High og Bobtail Bull fra ca. 1870 til 1884, da de anlagde Crow Flies High Village længere nede ad Missouri River.
Garden Coulee Site ligger på nordsiden af floden i Fort Union Trading Post National Historic Site i Williams County og er registreret som fundsted 32WI18.:43 

## Garden Coulee Site
Opdagelsen af Garden Coulee Site skete i forbindelse med arkæologiske undersøgelser i Fort Union Trading Post National Historic Site i 1977. Stedet ligger ca. 400 meter øst for ruinen af handelsstationen.:3 
Ved efterfølgende at sammenholde fund på stedet med skriftlige kilder samt landkort tegnet af mandanen Sitting Rabbit i 1907:166  og hidatsaen Wolf Chief i 1915:115  blev det klart, at 32WI18 er byen grundlagt af Crow Flies High omkring 1870.:94 

### Byen og fundene
Byarealet var mekanisk opdyrket i 1900-tallet, og de øverste jordlag er blandet sammen. Her er der bl.a. gjort fund af glasperler, potteskår, geværkugler og patronhylstre samt trækul.:44  Knogler fra bl.a. bisoner, rådyr og gaffelantiloper med skæremærker samt fiskeben af maller peger på indfødte aktiviteter som jagt og fiskeri/brug af fiskefælder.:66 
Skønt bypladsen ikke er systematisk undersøgt,:95  er der fundet græsforede forrådsgruber,:46  som er typiske for de to majs- og squash-dyrkende stammer.:50  Udgravningen af gruberne førte til fund af bl.a. vilde blommesten,:65  squash-kerner, glasskår,:51  porcelæns-knapper og også to knapper brugt på amerikanske militæruniformer.:54  Et låg fra en konservesdåse er muligvis affald fra madrationer uddelt af den nærtliggende militærstation Fort Buford til trængende folk i Badland Village.:58  Nogle hidatsaer tjente i Fort Buford som spejdere og vagtposter, og det kan forklare fundene af patronhylstre til skydevåben anvendt af militæret.:57 